# Amin Suri
Amin Suri (pers. امین سوری; ur. 27 listopada 1989) – irański zapaśnik walczący w stylu klasycznym. Wicemistrz halowych igrzysk azjatyckich w 2017 roku.